# Allan Simonsen (racerkører)
 Der er flere personer med dette navn, se Allan Simonsen.
Allan Simonsen (5. juli 1978 i Odense - 22. juni 2013 i Le Mans) var en dansk racerkører bosat i Melbourne i Australien. Han blev nummer 4 i gokart VM 1994 og var indehaver af 4 danske og skandinaviske gokarttitler. I 1998 vandt han sølv i EM for gokarts.
Allan Simonsen blev først for alvor kendt i de danske medier under Le Mans 2007, da han sammen med danske Lars Erik Nielsen og Pierre Ehret fik en tredjeplads i GT2 klassen.

## Privatliv
Simonsen havde en kæreste ved navn Carina. Sammen havde de en datter, som blev født i 2012.

## Død
Simonsen døde som følge af de kvæstelser, han pådrog sig ved en ulykke under Le Mans-løbet i 2013, hvor han forulykkede kort tid efter starten var gået. Simonsen lå nummer ét i sin kategori i løbet, kørende for Aston Martin, da ulykken indtraf.
I en pressemeddelelse fortæller Le Mans-arrangørerne, at Allan Simonsen var ved bevidsthed umiddelbart efter ulykken. Han døde af sine kvæstelser kort tid efter, at han var blevet kørt i ambulance hen til lægetjenesten ved Le Mans.
Allan Simonsen stillede op for det rent danske hold i en Aston Martin i amatørklassen LM GTE Am sammen med holdkammeraterne Christoffer Nygaard og Kristian Poulsen.
Uheldet betød, at samtlige deltagere i Le Mans i noget tid måtte løfte foden fra speederen, mens en safety car kom på banen, så området, hvor Allan Simonsen forulykkede, kunne blive ryddet. Allan Simonsen var en erfaren racerkører, der det år kørte sit syvende Le Mans. Han blev 34 år gammel og efterlod sig en kæreste og en datter på ét år.
Efter ulykken blev de pårørende kontaktet af Aston Martin, der tilbød at trække alle deres biler ud af løbet til ære for ham. Familien takkede nej til tilbuddet.

## Racerkarriere

### Resultater over 24 timers løbet ved Le Mans
| År   | Klasse     | Nummer | Bil                       | Hold                      | Co-Drivers                             | Omgange | Position. | Klasse Position. |
| ---- | ---------- | ------ | ------------------------- | ------------------------- | -------------------------------------- | ------- | --------- | ---------------- |
| 2007 | LMGT2      | 93     | Porsche 911 GT3 RSR (997) | Autorlando Sport          | Lars Erik Nielsen Pierre Ehret         | 309     | 21.       | 3.               |
| 2008 | LMP2       | 44     | Lola B07/40               | Kruse Schiller Motorsport | Jean de Pourtales Hideki Noda          | 147     | Udgået.   | Udgået.          |
| 2009 | LMGT2      | 89     | Ferrari F430 GT           | Hankook - Team Farnbacher | Dominik Farnbacher Christian Montanari | 183     | Udgået.   | Udgået.          |
| 2010 | LMGT2      | 89     | Ferrari F430 GT           | Hankook - Team Farnbacher | Dominik Farnbacher Leh Keen            | 336     | 12.       | 2.               |
| 2011 | LM GTE Pro | 89     | Ferrari 458 Italia        | Hankook - Team Farnbacher | Dominik Farnbacher Leh Keen            | 137     | Udgået.   | Udgået.          |
| 2012 | LM GTE Am  | 99     | Aston Martin Vantage V8   | Aston Martin Racing       | Christoffer Nygaard Kristian Poulsen   | 31      | Udgået.   | Udgået.          |
| 2013 | LM GTE Am  | 95     | Aston Martin Vantage V8   | Aston Martin Racing       | Christoffer Nygaard Kristian Poulsen   | 2       | Udgået.   | Udgået.          |